# منتخب بوتان لكرة القدم للسيدات
منتخب بوتان الوطني لكرة القدم للسيدات هو ممثل بوتان الرسمي في المنافسات الدولية في كرة القدم للسيدات، يديريه اتحاد بوتان لكرة القدم.